# 탄소 폭발
탄소 폭발 또는 탄소 폭굉(영어: Carbon detonation)은 1a형 초신성을 일으키는 백색왜성에서 일어나는 격렬한 열핵융합 반응이다. 백색왜성은 쌍성계에서 만기형 항성 진화 과정에 있는 짝별으로부터 충분한 양의 물질을 자신에게 빼돌릴 수 있을 만큼 가까이 있을 때만 탄소 폭발을 겪는다.
짝별이 백색왜성에 물질을 충분히 공급하게 되면, 백색왜성의 내부 압력과 온도는 융합이 불가능했던 핵부의 탄소를 점화할 만큼 크게 상승하게 된다. 탄소 폭발은 일반적으로 강착된 물질이 대략 1.4 태양질량에 달하는 찬드라세카르의 한계 근처에 있는 백색왜성을 짓누를 때 발생한다.
핵융합 반응을 통해 열이 방출되는 동안, 압력은 처음에 거의 대부분이 열에너지이 아닌 전자축퇴압에 의한 것이며 따라서 압력이 크게 증가하지 않아 말기까지 별의 팽창을 막게 만든다. 이를 통해 온도와 반응 속도를 폭주 과정에서 극단적으로 상승하게 된다. 융합의 재개로 레일리-테일러 불안정성을 보이는, 부글부글 요동치며 팽창하는 일련의 "거품"들이 바깥으로 뻗어나간다.
융합 영역의 내부에서는, 체적의 비변화와 가열로 인해 열압력이 무한정으로 상승함으로써 일종의 초임계 상태가 되어 융합 속도가 기하급수적으로 빠르게 상승한다. 유체 정역학적 평형의 붕괴와 함께, 이 과정은 "열핵화염"을 촉발하며, 백색왜성의 표면을 지나 1a형 초신성으로 보이게 되는, 별을 완전히 파괴할 폭발적인 방출을 일으킨다.
이렇게 열압력 대신 전자축퇴압이 점진적으로 폭주 융합을 일으키는데 충분한 조건에 이르게 만드는 정적 과정은 충분히 무거운 적색거성의 핵에서 일어나는 헬륨 섬광을 통해 덜 격렬한 형태로 찾아볼 수 있기도 하다.

## 같이 보기
- 핵융합
- 헬륨섬광, 유사한 핵융합 점화 과정